# Aeroporto Internazionale di Pokhara
L'Aeroporto Internazionale di Pokhara (nepalese: पोखरा अन्तर्राष्ट्रिय विमानस्थल) (IATA: PKR, ICAO: VNPR) è un aeroporto internazionale che serve Pokhara, nella provincia di Gandaki, in Nepal. Si trova a 3 km a est del vecchio aeroporto nazionale, che sostituirà gradualmente. Si tratta del terzo aeroporto internazionale del Nepal ed è entrato ufficialmente in funzione il 1º gennaio 2023, mentre le operazioni STOL per Jomsom vengono ancora effettuate dal vecchio aeroporto. L'aeroporto dovrebbe gestire un milione di passeggeri all'anno.

## Storia
L'idea di costruire un aeroporto internazionale a Pokhara è nata per la prima volta nel 1971. Nel 1976, il governo nepalese ha acquisito un terreno a tale scopo. Nel 1989, la Japan International Cooperation Agency ha condotto uno studio sulla costruzione dell'aeroporto. Il progetto, tuttavia, si è arenato ed è stato riavviato nel 2009, quando è stato firmato un nuovo accordo sul trasporto aereo tra India e Nepal. Nel 2013, l'Autorità per l'aviazione civile del Nepal ha firmato un accordo con China CAMC Engineering per la costruzione dell'aeroporto. La costruzione è iniziata nell'aprile 2016 e si prevedeva che sarebbe stata completata dopo cinque anni, nel 2021, con un costo di circa 305 milioni di dollari, per cui la Export–Import Bank of China ha fornito al Nepal un prestito preferenziale di circa 215 milioni e una parte degli interessi del prestito per abbassare l'interesse totale. Inoltre, la Asian Development Bank ha fornito 37 milioni di dollari in prestiti e sovvenzioni e il Fondo OPEC per lo sviluppo internazionale ha fornito un prestito di 11 milioni di dollari.
Nell'aprile 2016, l'allora primo ministro KP Sharma Oli ha posato la prima pietra dell'aeroporto, con l'obiettivo di iniziare le operazioni il 10 luglio 2021. Nel 2020 è stato proposto di aprire entrambi i nuovi aeroporti internazionali del Nepal, Pokhara e l'aeroporto Internazionale Gautam Buddha, nello stesso giorno. Nel 2020 è stato rivelato che la vicina collina di Rithepani, all'estremità orientale della pista, avrebbe dovuto essere spianata per facilitare l'avvicinamento degli aerei all'aeroporto. Questa decisione è stata ritardata a causa di forti proteste da parte della popolazione locale. La spianatura non è iniziata fino alla fine del 2022.
A causa della pandemia di COVID-19 in Nepal, il termine di costruzione è stato prorogato fino al 2022. Nell'ottobre 2021, i funzionari hanno confermato che l'aeroporto sarebbe stato aperto in due fasi: i voli nazionali nel gennaio 2022, mentre i voli internazionali inizieranno nell'aprile 2022.
Nel 2022 è stato annunciato che i voli di calibrazione sarebbero iniziati a ottobre e avrebbero avuto luogo a fine novembre.
A metà del 2022, l'Autorità per l'aviazione civile del Nepal ha posticipato l'apertura al dicembre 2022 a causa della mancanza di ispezioni dei voli. L'8 agosto 2022, l'Autorità per l'aviazione civile del Nepal ha fissato la data di apertura ufficiale al 1º gennaio 2023.
L'aeroporto è stato inaugurato dal Primo Ministro Pushpa Kamal Dahal il 1º gennaio 2023. Per celebrare l'occasione, la città di Pokhara ha dichiarato il giorno festivo. Il primo volo ad arrivare all'aeroporto è stato un volo della Buddha Air che trasportava il Primo Ministro e la sua delegazione.
Lo sviluppo dell'aeroporto è proseguito subito dopo l'apertura, con un'iniziale mancanza di strutture doganali e di un deposito di carburante - inizialmente il carburante veniva trasportato dal vecchio aeroporto di Pokhara su camion.

## Strutture

### Piazzale
Il piazzale dell'aeroporto può gestire fino a tre aerei a fusoliera stretta con due manicotti d'imbarco, mentre i piazzali del terminal nazionale sono in grado di ospitare fino a quattro aerei.

### Pista
L'aeroporto dispone di un'unica pista lunga 2 500 metri (8 200 ft) con una larghezza di 45 metri (148 ft). Ha un orientamento est-ovest con una striscia di 330 metri (1.080 piedi). L'aeroporto ha una pista in calcestruzzo e presenta la marcatura della linea centrale, del bordo, della zona di atterraggio e della testata. La via di rullaggio (lunga 1,2 km e larga 23 metri) è costruita a partire dalla linea centrale della pista sul lato nord, parallelamente alla pista stessa. Le opere infrastrutturali dell'aeroporto comprendono anche due vie di rullaggio di uscita di 182,5 per 23 metri, le strade di accesso e la pavimentazione dell'aerodromo. La pista è in grado di gestire velivoli come l'Airbus A320 e il Boeing 737. Tutti gli atterraggi e i decolli internazionali saranno effettuati utilizzando la parte orientale della pista. I voli e gli atterraggi nazionali utilizzeranno sia la parte orientale che quella occidentale.

### Aiuti all'atterraggio e alla navigazione
L'aeroporto dispone di una torre di controllo del traffico aereo (ATC) di 2.500 metri quadrati, di un edificio operativo e di un'unità di navigazione aerea. L'aeroporto di Pokhara dispone di due avvicinamenti non di precisione: il VHF Omnidirectional Range con un'apparecchiatura di misurazione della distanza (VOR/DME) e la navigazione d'area (RNAV/RNP). L'aeroporto è inoltre dotato di un sistema ILS CAT-I, che include apparecchiature come il localizzatore e il sentiero di discesa per aiutare gli aeromobili nella navigazione. La torre supporta anche un sistema di sorveglianza basato sulla Wide area multilateration (WAM), il primo del suo genere in Nepal.
All'estremità meridionale dell'aeroporto sono installate luci di mezzeria estese ad alta intensità di 870 metri (2 850 ft) per aiutare nel'avvicinamento. L'aeroporto è dotato di apparecchiature avanzate di comunicazione, navigazione e monitoraggio e di un sistema di illuminazione di navigazione di alto livello.
Il sistema ILS sarà operativo solo dopo il 26 febbraio 2023.

### Terminal
L'aeroporto dispone di due terminal pubblici, uno per il traffico internazionale e uno per il traffico nazionale. La nuova infrastruttura aeroportuale comprende un edificio per il terminal internazionale di 10 000 metri quadrati con tetto in acciaio e un edificio per la dogana e le merci di 3.500 metri quadrati. Il terminal internazionale può gestire fino a 610 passeggeri l'ora. I due terminal saranno in grado di gestire un milione di passeggeri all'anno. Il terminal nazionale, di 4 000 metri quadrati, si trova sul lato occidentale dell'aeroporto.

### Manutenzione degli aerei
Buddha Air ha in programma la costruzione di un hangar in grado di ospitare velivoli fino alle dimensioni di un Airbus A319. L'aeroporto sarà inoltre dotato di un hangar nazionale e internazionale di 6 000 metri quadrati.

## Incidenti
- 15 gennaio 2023: il volo Yeti Airlines 691 è precipitato durante l'avvicinamento all'aeroporto Internazionale di Pokhara. L'aereo, un ATR 72-500, trasportava 72 persone a bordo e 68 passeggeri quando è precipitato sulla riva del fiume Seti Gandaki. L'aeroporto è stato chiuso mentre le autorità hanno avviato un'operazione di salvataggio.[35]